# Protensus choui
Protensus choui är en insektsart som beskrevs av Zhang och Dai 2001. Protensus choui ingår i släktet Protensus och familjen dvärgstritar. Inga underarter finns listade i Catalogue of Life.